# Destacamento de Vigilancia Cuartel Guadalupe
El Destacamento de Vigilancia Cuartel "Guadalupe" (Dest Vig Cu Guadalupe) es una unidad permanente del Ejército Argentino con asiento en Santa Fe y bajo la dependencia orgánica de la 1.ª División de Ejército.

## Reseña
Es la unidad para la custodia de las instalaciones tras quedar eliminado el Grupo de Artillería de Defensa Aérea 121 (GADA 121) del Ejército con asiento en Santa Fe, funcionando como centro militar y brindando apoyo a la comunidad.
En 2020 brindó apoyo al esfuerzo sanitario de las Fuerzas Armadas de la Nación desplegado durante la pandemia de COVID-19 en la Argentina, colaborando con la provincia y los municipios. Se hallaba en la órbita de la Zona de Emergencia Entre Ríos (que incluía la provincia de Santa Fe).